# Nuraghe Nuraghette
Il nuraghe Nuraghette  è ubicato in località Campu Lazzari in territorio di Siligo a circa 300 metri dal Nuraghe Santu Ortolu.

## Descrizione
Si tratta di un complesso nuragico esteso ed articolato. Ancora non è stato adeguatamente indagato, pertanto non è stato definito l'impianto planimetrico. Al momento è visibile un tratto di muratura circolare attorno alla quale affiorano altre murature che, probabilmente erano collegate alla torre centrale, che si trova a 50 m. ad ovest.
Della cortina muraria della torre principale (dia. m. 8,40) affiora solo un filare, il lato occidentale è occultato da una superfetazione  in pietra, costruita nel secolo scorso. Il paramento murario esterno è costituito da massi basaltici di grandi dimensioni, mentre quello interno è interrato.